# ク・ボンソ
ク・ボンソ（具 鳳書、朝鮮語: 구봉서、1926年11月5日 - 2016年8月27日）は、大韓民国のコメディアン、俳優。本貫は綾城具氏。キリスト教徒。

## 経歴
日本統治時代の平安南道平壌府（現・平壌直轄市）出身。実家は衣料品を商う裕福な家庭であった。3歳時に大同郡に、次に京城府に移住した。様々な楽器を扱うことができたため、キム・ヨンファン楽劇団の団員をしていた。1945年に大東商業高等学校（現・大東税務高等学校）を卒業後、1947年に東洋音楽学校（現・東京音楽大学）を卒業した。1945年から1954年まで太平洋・白鳥歌劇団および陸軍軍芸団で活動し、海兵芸能隊を創設した。1961年喜劇に登場し、出世作『オブジャ』で「末っ子」という愛称がついた。そのほか同年ペ・サムニョンとコンビで活動を始めた。また、様々な映画、ラジオ、テレビで活動した。老衰により90歳で死去した。